# Městské muzeum (Moravská Třebová)

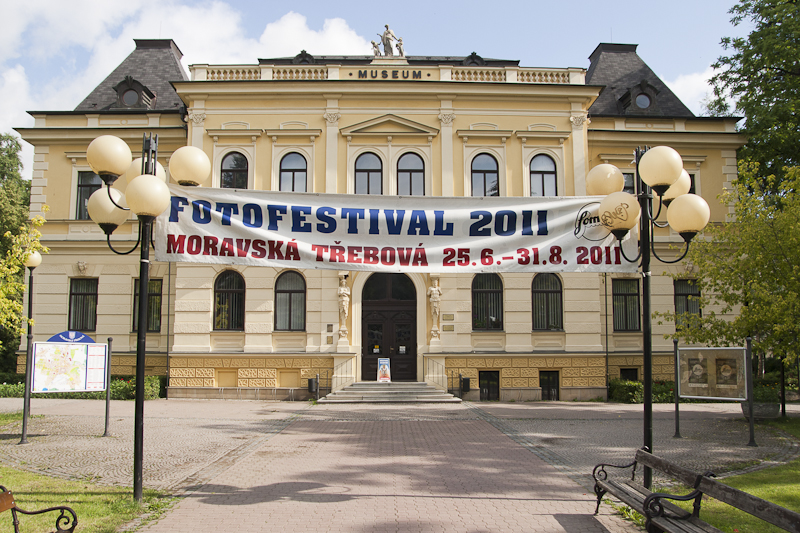
Budova muzea v době konání Fotofestivalu Moravská Třebová

Městské muzeum v Moravské Třebové je stavbou v neorenesančním slohu.

## Historie
Muzeum v Moravské Třebové bylo založeno v 70. letech 19. století poté, co vznikl vzdělávací spolek, který si za jeden z hlavních cílů stanovil vytvoření muzejní sbírky. V r. 1902 moravskotřebovský rodák, úspěšný newyorský obchodník Ludwig Vinzenz Holzmaister přislíbil muzeu předměty, které získá na svých cestách. Mnoho muzejních exponátů pochází z jeho cesty kolem světa, z Japonska, Austrálie, Tasmánie, Nového Zélandu, Jávy, Sumatry, Cejlonu, Číny, Indie, Barmy a Afriky. Právě odtud pochází i staroegyptské památky včetně několika mumií.

## Architektura stavby
Stavbu navrhl místní stavitel Franz Habicher. Ludwig Vinzenz Holzmaister stavbu finančně podporoval a dohlížel na ni. Jedná se o jednopatrovou, částečně podsklepenou budovu čtvercového půdorysu s vnitřní dvoranou. Střecha je sedlová, v rozích zakončená komolými jehlany. V roce 1992 došlo k rekonstrukci muzejní budovy.

## Expozice
Je zde umístěna stálá výstava Holzmaisterovy mimoevropské sbírky.

## Okolí
V muzejním parku se nachází pomník Bedřicha Smetany od Karla Otáhala z roku 1959 a památník Osvobození od Vendelína Zdrůbeckého.